# Michael Emenalo
Michael Emenalo (Aba, 1965. július 4. –) nigériai válogatott labdarúgó,technikai vezető.

## Pályafutása

### Klubcsapatban
1985-ben az Enugu Rangersben kezdte a pályafutását. 1986 és 1989 között a Bostoni Egyetem labdarúgócsapatában játszott. 1989-től 1992-ig a belga RWD Molenbeek játékosa volt. Később szerepelt még a Eintracht Trier 05 (1993–94), a Notts County (1994–95), a San Jose Clash (1996–97), a Lleida (1997–98) és a Makkabi Tel-Aviv  (1998–2000) csapatában. 

### A válogatottban
1985 és 1995 között 14 alkalommal szerepelt a nigériai válogatottban. Részt vett az 1994-es világbajnokságon, ahol Bulgária ellen még nem lépett pályára, de Argentína, Görögország és Olaszország ellen már kezdőként kapott lehetőséget. Részt vett az 1995-ös konföderációs kupán is. 

## Sikerei, díjai

### Technikai vezetőként
Chelsea
- Angol bajnok (3): 2009–10, 2014–15, 2016–17
- FA-kupa (4): 2008–09, 2009–10, 2011–12, 2017–18
- EFL-kupa (1): 2014–15
- UEFA-bajnokok ligája győztes (1): 2011–12
- Európa-liga győztes (1): 2012–13